# 保福帝姬
保福帝姬（？—1114年），宋徽宗第23女，母修容嬪韓氏。
《宋会要》记载她政和四年已薨，追封庄懿帝姬。《靖康稗史》称保福帝姬在靖康之变时16岁，未嫁。靖康之变時被俘，同年三月七日（金國冊立張邦昌為偽皇帝的同日）死在了劉家寺。二十四日遺體被金軍歸葬汴京。

## 关联
- 帝姬